# Минебеа Мицуми
«Минебеа Мицуми» (яп. ミネベアミツミFC, англ. Minebea Mitsumi FC) — японский футбольный клуб из города Миядзаки, в настоящий момент выступает в Японской футбольной лиге, четвёртом по силе дивизионе страны.

## История
Клуб был основан в 1964 году рабочими компании «Honda Lock Manufacturing Co.», дочерней компании «Honda». С 1997 года команда играла в Региональной лиге Кюсю, а с 1999 года получила официальную поддержку со стороны своей компании. В 2004 году «Хонда Лок» победила в Региональной лиге Кюсю и в матчах плей-офф Региональных лиг добилась продвижения в Японскую Футбольную Лигу. Проведя 2 сезона в её составе, клуб покинул её проиграв в плей-офф за место в лиге команде «Гифу». Но через 2 года «Хонда Лок» смогла вернуться в Японскую Футбольную Лигу. В 2023 году клуб был продан компании MinebeaMitsumi и, следовательно, сменил название.

## Результаты в Японской футбольной лиге
- 2005: 15-е
- 2006: 18-е
- 2009: 13-е
- 2010: 13-е
- 2011: 8-е
- 2012: 16-е